# Castro Daire
Castro Daire (antigamente, também se verificava a grafia Castro d'Aire) é uma vila portuguesa do Distrito de Viseu, englobada na sub-região Viseu Dão-Lafões da região Centro (Região das Beiras), com cerca de 4 600 habitantes, e que fazia parte da histórica província da Beira Alta.
É sede do Município de Castro Daire que tem 379,04 km² de área e 13 736 habitantes (2021), e que está subdividido em 16 freguesias. O município é limitado a norte pelos municípios de Cinfães, Resende, Lamego e Tarouca, a leste por Vila Nova de Paiva, a sul por Viseu, a sudoeste por São Pedro do Sul e a oeste por Arouca.

## Economia
O município é, economicamente, pouco desenvolvido, com fraco poder de compra (apenas 45,5% da média nacional) e tecido empresarial débil, baixo nível de escolaridade, quer dos patrões, quer dos trabalhadores, com elevado nível de informalidade nos negócios.
Este quadro é explicado pela crescente desertificação da região, envelhecimento da população e uma certa acomodação dos empresários locais às condições, fruto da baixa escolaridade e dificuldade de acesso a meios técnicos, humanos e financeiros.
Destaca-se ainda um grande setor primário (21,8% da população ativa em 2001), fruto da prevalência da agricultura de sobrevivência praticada pela população mais idosa. No setor secundário, destaque para a indústria da madeira e mobiliário (concentrada sobretudo na freguesia de Castro Daire), das extração de rochas ornamentais, sobretudo granito (concentrado na aldeia da Cela na freguesia de Moledo) e de padarias (estas espalhadas por todo o território do concelho). Estas indústrias são de pequenas dimensões, com um nível tecnológico baixo, viradas mais para a exploração de recursos naturais e venda para as regiões litorais ou exterior e de natureza familiar (cuja gestão está centrada no seu fundador, dependendo muito das suas capacidades de gestão). Nos serviços, destaque para o setor público e social (principal empregador da população jovem), pequeno comércio (a destacar os supermercados Intermarché e Continente Bom Dia e a restauração), estúdios de fotografia, reparação de eletrodomésticos, oficinas e stands de automóveis, turismo (de referir as Termas do Carvalhal, o Hotel do Montemuro] e a Casa de Turismo de Fareja) e a construção civil (provavelmente o maior empregador).
De referir que o desemprego é elevado (muito próximo dos 10%), que afeta sobretudo a população feminina e que leva a uma baixa taxa de atividade (próxima de 35%). Face a este quadro, a produtividade é baixa e, consequentemente, os rendimentos são, em média, baixos.
Nos últimos anos foi instalado um parque industrial na Ouvida, com um relativo desenvolvimento, mas muito dependente dos subsídios do Estado e da União Europeia. Há também a intenção de apostar no turismo.

## Educação
O ensino em Castro Daire é dominado pelo Agrupamento de Escolas de Castro Daire, com sede na antiga Escola Secundária de Castro Daire. Este tem três polos principais, a escola sede, a antiga Escola Básica 2,3 de Castro Daire, que continua a destinar-se ao ensino destes ciclos, e a escola 1,2 e 3 de Mões, que continua também a lecionar estes ciclos. Existem ainda bastantes escolas do ensino básico que fazem parte deste agrupamento. Para além deste sistema escolar existe ainda uma escola profissional, a Escola Profissional Mariana Seixas, apenas com cursos profissionais.
Não possui instituições de ensino superior e tem grande tradição de migração de estudantes deste tipo de ensino para Coimbra.

## Cultura
O Centro Municipal de Cultura de Castro Daire é composto por dois módulos, Biblioteca Municipal e Auditório Municipal, foi inaugurado no dia 2 de Setembro de 2001, pelo Secretário de Estado da Administração Local e constitui um centro de dinamização do concelho. A Biblioteca Municipal  tem como objetivo proporcionar a todos os Castrenses o acesso à Cultura, ao Desporto e ao Lazer. No Auditório Municipal é possível assistir com alguma regularidade a concertos, teatro, palestras, etc.
O Museu Municipal tem para mostrar peças relacionadas com a etnografia (como o ciclo do linho, alfaias agrícolas, cestaria) e outras exposições mais esporádicas. Para além do Museu Municipal, existe ainda a Casa-Museu Maria da Fontinha.
Em setembro de 2014 a Câmara municipal assinou um acordo de Geminação com a localidade Suíça de Zermatt

## Geografia
O município de Castro Daire apresenta uma feição planáltica generalizada, contudo interpõe-se o sulco correspondente ao vale do rio Paiva e seus afluentes e eleva-se o bloco da Serra de Montemuro. Na parte mais alta desta serra abundam os afloramentos graníticos.

## Evolução da população do município
★ Os Recenseamentos Gerais da população portuguesa tiveram lugar a partir de 1864, regendo-se pelas orientações do Congresso Internacional de Estatística de Bruxelas de 1853. Encontram-se disponíveis para consulta no site do Instituto Nacional de Estatística (INE). 
| Número de habitantes *                   | Número de habitantes * | Número de habitantes * | Número de habitantes * | Número de habitantes * | Número de habitantes * | Número de habitantes * | Número de habitantes * | Número de habitantes * | Número de habitantes * | Número de habitantes * | Número de habitantes * | Número de habitantes * | Número de habitantes * | Número de habitantes * | Número de habitantes * |
| ---------------------------------------- | ---------------------- | ---------------------- | ---------------------- | ---------------------- | ---------------------- | ---------------------- | ---------------------- | ---------------------- | ---------------------- | ---------------------- | ---------------------- | ---------------------- | ---------------------- | ---------------------- | ---------------------- |
| 1864                                     | 1878                   | 1890                   | 1900                   | 1911                   | 1920                   | 1930                   | 1940                   | 1950                   | 1960                   | 1970                   | 1981                   | 1991                   | 2001                   | 2011                   | 2021                   |
| 19 138                                   | 20 128                 | 19 931                 | 21 274                 | 23 278                 | 21 990                 | 24 076                 | 24 788                 | 26 656                 | 25 031                 | 21 505                 | 20 411                 | 18 156                 | 16 990                 | 15 339                 | 13 736                 |
| Número de habitantes por grupo etário ** |                        |                        |                        |                        |                        |                        |                        |                        |                        |                        |                        |                        |                        |                        |                        |
|                                          |                        |                        | 1900                   | 1911                   | 1920                   | 1930                   | 1940                   | 1950                   | 1960                   | 1970                   | 1981                   | 1991                   | 2001                   | 2011                   | 2021                   |
| 0-14 Anos                                | 0-14 Anos              | 0-14 Anos              | 7 057                  | 7 884                  | 7 384                  | 7 626                  | 8 706                  | 8 654                  | 8 402                  | 6 365                  | 5 483                  | 3 826                  | 2 717                  | 2 031                  | 1 331                  |
| 15-24 Anos                               | 15-24 Anos             | 15-24 Anos             | 3 496                  | 3 845                  | 4 024                  | 4 134                  | 4 034                  | 4 533                  | 3 803                  | 3 315                  | 3 250                  | 2 636                  | 2 407                  | 1 634                  | 1 324                  |
| 25-64 Anos                               | 25-64 Anos             | 25-64 Anos             | 8 929                  | 9 132                  | 8 924                  | 9 473                  | 9 879                  | 10 972                 | 10 561                 | 9 155                  | 8 432                  | 8 039                  | 7 929                  | 7 508                  | 6 636                  |
| = ou > 65 Anos                           | = ou > 65 Anos         | = ou > 65 Anos         | 1 267                  | 1 524                  | 1 463                  | 1 534                  | 1 878                  | 2 071                  | 2 265                  | 2 670                  | 3 246                  | 3 655                  | 3 937                  | 4 166                  | 4 445                  |

- (Obs.: Número de habitantes "residentes", ou seja, que tinham a residência oficial neste município à data em que os censos  se realizaram.
  - De 1900 a 1950 os dados referem-se à população "de facto", ou seja, que estava presente no município à data em que os censos se realizaram. Daí que se registem algumas diferenças relativamente à designada população residente

## Freguesias
As freguesias do município de Castro Daire são as seguintes:
- Almofala
- Cabril
- Castro Daire
- Cujó
- Gosende
- Mamouros, Alva e Ribolhos
- Mezio e Moura Morta
- Mões
- Moledo
- Monteiras
- Parada de Ester e Ester
- Pepim
- Picão e Ermida
- Pinheiro
- Reriz e Gafanhão
- São Joaninho

### Aldeias e outros lugares do município
- Colo de Pito
- Custilhão (ou Costilhão)
- Outeiro de Eiriz
- Vitoreira
- Sobreda
- Cetos
- Eiriz (Parada de Ester)
- Ester de Cima
- Faifa
- Farejinhas
- Fareja
- Baltar
- Grijó de Mões
- Meã
- Moção
- Mortolgos
- Mós (Parada de Ester)
- Pereira (Pinheiro)
- Relva
- Cetos
- Lamelas

### Vilas no município
- Castro Daire (vila)
- Mões

## Política

### Eleições autárquicas[7]
| Data | %       | V       | %     | V     | %       | V       | %            | V            | %              | V    | %              | V   | %              | V  | %   | V   | %       | V       | %  | V  | Participação |                |
| Data | PPD/PSD | PPD/PSD | PS    | PS    | CDS-PP  | CDS-PP  | FEPU/APU/CDU | FEPU/APU/CDU | UEDS           | UEDS | PRD            | PRD | BE             | BE | GCE | GCE | PSD-CDS | PSD-CDS | CH | CH | Participação |                |
| ---- | ------- | ------- | ----- | ----- | ------- | ------- | ------------ | ------------ | -------------- | ---- | -------------- | --- | -------------- | -- | --- | --- | ------- | ------- | -- | -- | ------------ | -------------- |
| Data | 1976    | 52,94   | 4     | 23,36 | 2       | 14,15   | 1            | 3,08         | -              |      |                |     |                |    |     |     |         |         |    |    |              | 59,21 / 100,00 |
| 1979 | 67,30   | 6       | 21,96 | 1     |         |         | 4,42         | -            | 2,25           | -    | 67,03 / 100,00 |     |                |    |     |     |         |         |    |    |              |                |
| 1982 | 61,55   | 5       | 11,17 | 1     | 18,76   | 1       | 2,78         | -            |                |      | 64,23 / 100,00 |     |                |    |     |     |         |         |    |    |              |                |
| 1985 | 53,99   | 5       | 15,05 | 1     | 15,78   | 1       | 4,67         | -            | 5,79           | -    | 61,64 / 100,00 |     |                |    |     |     |         |         |    |    |              |                |
| 1989 | 49,62   | 4       | 26,04 | 2     | 13,28   | 1       | 2,23         | -            | 3,93           | -    | 62,51 / 100,00 |     |                |    |     |     |         |         |    |    |              |                |
| 1993 | 38,76   | 3       | 20,93 | 1     | 34,34   | 3       | 1,09         | -            |                |      | 66,67 / 100,00 |     |                |    |     |     |         |         |    |    |              |                |
| 1997 | 64,17   | 5       | 21,84 | 2     | 8,00    | -       | 1,53         | -            | 62,85 / 100,00 |      |                |     |                |    |     |     |         |         |    |    |              |                |
| 2001 | 54,72   | 4       | 33,98 | 3     | 5,97    | -       | 1,11         | -            | 0,65           | -    | 65,23 / 100,00 |     |                |    |     |     |         |         |    |    |              |                |
| 2005 | 47,73   | 4       | 41,68 | 3     | 4,97    | -       | 1,10         | -            |                |      | 65,81 / 100,00 |     |                |    |     |     |         |         |    |    |              |                |
| 2009 | 39,82   | 3       | 44,01 | 4     | 6,05    | -       | 0,96         | -            | 5,95           | -    | 63,67 / 100,00 |     |                |    |     |     |         |         |    |    |              |                |
| 2013 | 35,61   | 3       | 54,19 | 4     | 3,98    | -       | 1,53         | -            |                |      | 59,84 / 100,00 |     |                |    |     |     |         |         |    |    |              |                |
| 2017 | CDS-PP  | CDS-PP  | 44,16 | 3     | PPD/PSD | PPD/PSD | 2,31         | -            | 49,83          | 4    | 62,31 / 100,00 |     |                |    |     |     |         |         |    |    |              |                |
| 2021 | CDS-PP  | CDS-PP  | 28,66 | 2     | PPD/PSD | PPD/PSD | 2,09         | -            | 61,58          | 5    | 4,40           | -   | 67,68 / 100,00 |    |     |     |         |         |    |    |              |                |

### Eleições legislativas
| Data | %     | %     | %     | %     | %     | %     | %        | %     | %    | %     | %    | %   | %       | % | %  | %  |  |
| Data | PSD   | CDS   | PS    | PCP   | UDP   | AD    | APU/ CDU | FRS   | PRD  | PSN   | BE   | PAN | PSD CDS | L | CH | IL |  |
| ---- | ----- | ----- | ----- | ----- | ----- | ----- | -------- | ----- | ---- | ----- | ---- | --- | ------- | - | -- | -- |  |
| Data | 1976  | 42,96 | 21,65 | 19,16 | 1,67  | 0,92  |          |       |      |       |      |     |         |   |    |    |  |
| 1979 | AD    | AD    | 20,00 | APU   | 1,35  | 64,24 | 3,44     |       |      |       |      |     |         |   |    |    |  |
| 1980 | AD    | AD    | FRS   | APU   | 0,50  | 69,98 | 3,50     | 19,06 |      |       |      |     |         |   |    |    |  |
| 1983 | 42,06 | 17,91 | 28,02 | APU   | 0,45  |       | 3,24     |       |      |       |      |     |         |   |    |    |  |
| 1985 | 43,18 | 18,88 | 20,31 | APU   | 0,40  | 3,67  | 6,88     |       |      |       |      |     |         |   |    |    |  |
| 1987 | 66,94 | 6,66  | 14,91 | CDU   | 0,28  | 2,19  | 1,33     |       |      |       |      |     |         |   |    |    |  |
| 1991 | 68,84 | 5,82  | 18,91 | CDU   |       | 1,33  | 0,40     | 1,08  |      |       |      |     |         |   |    |    |  |
| 1995 | 49,05 | 11,61 | 33,54 | CDU   | 0,37  | 1,10  |          | 0,33  |      |       |      |     |         |   |    |    |  |
| 1999 | 50,20 | 9,29  | 34,89 | CDU   |       | 1,30  | 0,48     | 0,69  |      |       |      |     |         |   |    |    |  |
| 2002 | 56,41 | 10,13 | 28,45 | CDU   | 1,06  |       | 0,95     |       |      |       |      |     |         |   |    |    |  |
| 2005 | 43,96 | 9,47  | 38,15 | CDU   | 1,70  | 1,97  |          |       |      |       |      |     |         |   |    |    |  |
| 2009 | 38,68 | 14,24 | 36,44 | CDU   | 2,07  | 4,01  |          |       |      |       |      |     |         |   |    |    |  |
| 2011 | 51,97 | 11,18 | 26,78 | CDU   | 2,25  | 1,44  | 0,36     |       |      |       |      |     |         |   |    |    |  |
| 2015 | CDS   | PSD   | 29,33 | CDU   | 2,73  | 4,22  | 0,47     | 55,82 | 0,19 |       |      |     |         |   |    |    |  |
| 2019 | 40,78 | 6,40  | 35,35 | CDU   | 1,74  | 5,04  | 1,56     |       | 0,28 | 0,67  | 0,46 |     |         |   |    |    |  |
| 2022 | 40,89 | 2,02  | 38,41 | CDU   | 1,15  | 1,69  | 0,61     | 0,45  | 9,93 | 1,68  |      |     |         |   |    |    |  |
| 2024 | AD    | AD    | 25,75 | CDU   | 38,06 | 1,30  | 2,19     | 0,78  | 0,91 | 22,49 | 1,86 |     |         |   |    |    |  |

## Filhos ilustres
- Conde de Castro Daire
- Visconde de Reriz, Conde de Reriz e Marquês de Reriz
- Isaac Aboab da Fonseca - o primeiro rabino das Américas.
- Licá - jogador de futebol. Atualmente representa o Belenenses SAD.

## Património

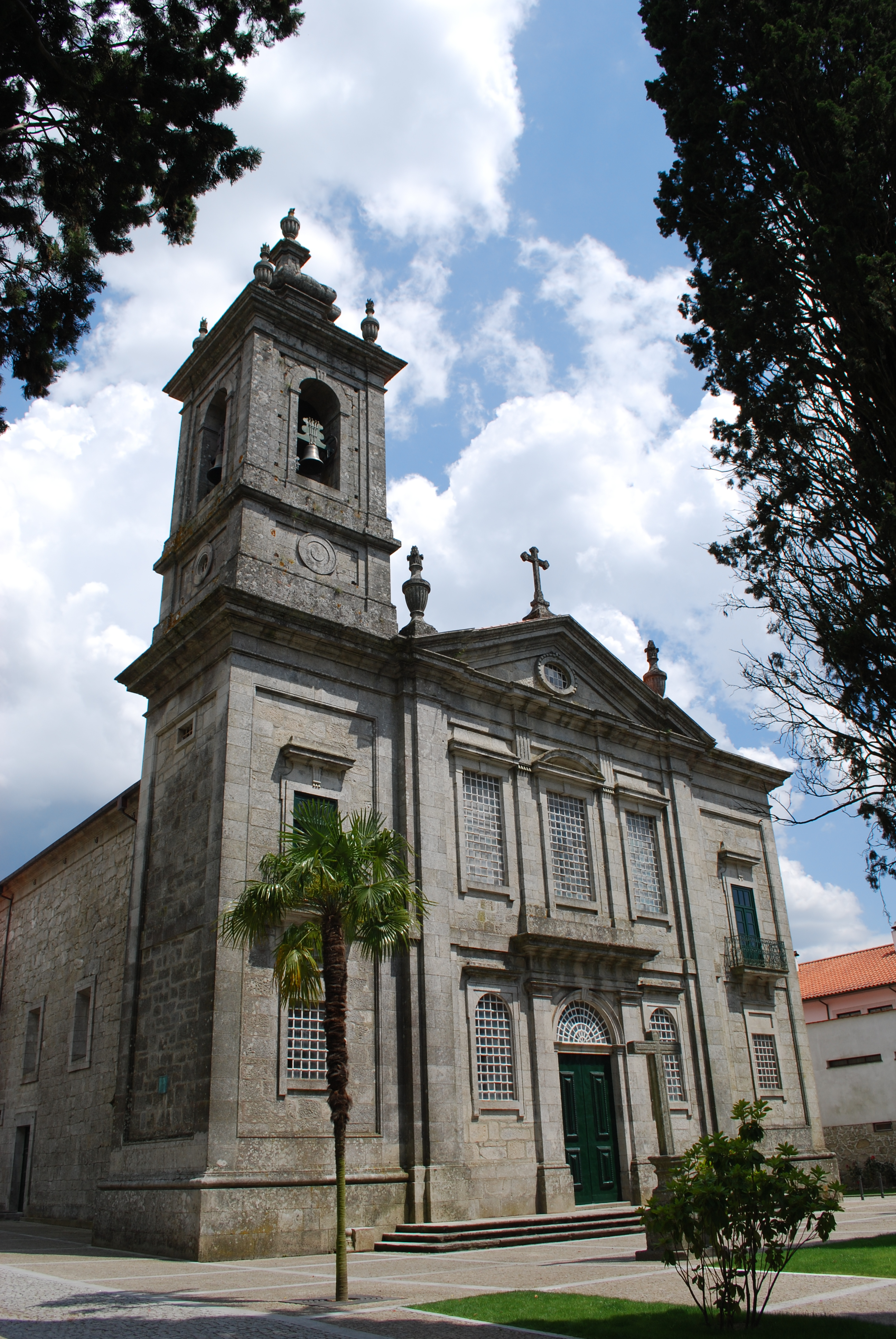
Igreja matriz de Castro Daire

- Igreja de Nossa Senhora da Conceição, Monumento Nacional na freguesia de Ermida.
- Igreja Matriz de Castro Daire
- Casa-Museu Maria da Fontinha, na freguesia Gafanhão.
- Pelourinhos de Mões, Campo Benfeito, Rossão e Castro Daire
- Inscrição do Penedo de Lamas
- Ruínas da Muralha das Portas de Montemuro

### Gastronomia
- Cabrito assado
- Trutas de escabeche do Rio Paiva
- Vitela arouquesa
- Borrego
- Cozido à portuguesa
- Arroz de salpicão
- Broa de milho
- Enchidos
- Bolo podre de Castro Daire
- Mel do Montemuro

## Lista de paróquias do concelho
| Lista de Paróquias (obtido no Anuário Católico - www.anuariocatolicoportugal.net) |                               |                                   |         |
| Nome                                                                              | Orago                         | Arciprestado                      | Diocese |
| Almofala                                                                          | Divino Espírito Santo         | Castro Daire - Vila Nova de Paiva | Lamego  |
| Alva                                                                              | São Martinho                  | Viseu Rural                       | Viseu   |
| Cabril                                                                            | Santa Maria                   | Castro Daire - Vila Nova de Paiva | Lamego  |
| Castro Daire                                                                      | São Pedro                     | Castro Daire - Vila Nova de Paiva | Lamego  |
| Cetos                                                                             | Nossa Senhora da Visitação    | Castro Daire - Vila Nova de Paiva | Lamego  |
| Cujó                                                                              | Nossa Senhora da Conceição    | Castro Daire - Vila Nova de Paiva | Lamego  |
| Ermida                                                                            | Nossa Senhora da Conceição    | Castro Daire - Vila Nova de Paiva | Lamego  |
| Ester                                                                             | São Pedro                     | Castro Daire - Vila Nova de Paiva | Lamego  |
| Farejinhas                                                                        | São Martinho                  | Castro Daire - Vila Nova de Paiva | Lamego  |
| Gafanhão                                                                          | Nossa Senhora do Pranto       | Lafões                            | Viseu   |
| Gosende                                                                           | São Pedro                     | Castro Daire - Vila Nova de Paiva | Lamego  |
| Lamelas                                                                           | Nossa Senhora dos Remédios    | Castro Daire - Vila Nova de Paiva | Lamego  |
| Mamouros                                                                          | São Miguel Arcanjo            | Viseu Rural                       | Viseu   |
| Mezio                                                                             | São Miguel                    | Castro Daire - Vila Nova de Paiva | Lamego  |
| Mões                                                                              | São Pedro                     | Viseu Rural                       | Viseu   |
| Moledo                                                                            | Santa Maria                   | Viseu Rural                       | Viseu   |
| Monteiras                                                                         | Divino Espírito Santo         | Castro Daire - Vila Nova de Paiva | Lamego  |
| Moura Morta                                                                       | Nossa Senhora da Apresentação | Castro Daire - Vila Nova de Paiva | Lamego  |
| Parada de Ester                                                                   | São João Baptista             | Castro Daire - Vila Nova de Paiva | Lamego  |
| Pepim                                                                             | Nossa Senhora da Anunciação   | Viseu Rural                       | Viseu   |
| Picão                                                                             | São Tiago                     | Castro Daire - Vila Nova de Paiva | Lamego  |
| Pinheiro                                                                          | São João Baptista             | Castro Daire - Vila Nova de Paiva | Lamego  |
| Reriz                                                                             | São Martinho                  | Viseu Rural                       | Viseu   |
| Ribolhos                                                                          | Santo André                   | Viseu Rural                       | Viseu   |
| São Joaninho                                                                      | São João Baptista             | Castro Daire - Vila Nova de Paiva | Lamego  |

## Locais turísticos
- Praia fluvial de Folgosa
- Termas do Carvalhal
- Antigas minas de volfrâmio (Moimenta de Cabril)
- Cooperativas de artesanato (Campo Benfeito, Mezio, Picão e Relva)
- Rio Paiva
- Serra de Montemuro